# Rașnaw
În mitologia persană, Rașnaw sau Rashnu este îngerul justiției și a ultimei judecăți, personificarea dreptății. Împreună cu Mithra și cu Sraoșa, el judecă sufletele morților. El păzește totodată podul Chinvat care duce înspre ceruri. El deține balanța de aur cu care vor fi cântărite sufletele la Judecată. Rașnaw aparține grupului Yazatas.